# Csornai SE
A Csornai Sportegyesület 2010-ben ünnepelte alapításának 100. évfordulóját.
Elődjét a Rábaközi Sportegyletet (RSE) 1910. február 21-én alapították meg, és elnökének Dr. Csánk Dezsőt választották. Dolgozott az Egyesületnél a száz év alatt 30 elnök. 100 év alatt az Egyesületnél működött hosszabb-rövidebb ideig 16 szakosztály. Az Egyesületen belül 100 éves a labdarúgó szakosztály, működtetett illetve működtet különböző utánpótlás korosztályokat, és felnőtt csapatot. 50 éves a kézilabda szakosztály, ifjúsági, tartalék, felnőtt csapattal működött. Szintén 50 éves lenne a már megszűnt teke szakosztály, mely férfi és női csapattal működött.
A 100 éves működés alatt voltak az Egyesületnek különböző szakosztályai, ilyenek a kosárlabda, atlétika, úszó, ökölvívó, sakk, természetjáró, tenisz, céllövő, asztalitenisz, vívó, cselgáncs, karate, lovas.
Ha tekintettel vagyunk arra, hogy az oktatási intézményeknél lévő tornatermeken kívül minden sporttevékenység az Egyesület létesítményeiben ment végbe, azt mondhatjuk, hogy a létesítmények maximálisan ki voltak és vannak használva. Pályáinkon bonyolódott igen sokszor, évenként több alkalommal is a vidéki dolgozók spartakiádja, szakmák közötti versenyek, a városi-járási szakmaközi bajnokságok tekében és labdarúgásban, az „öregek” labdarúgó és teke bajnoksága, stb. Több sportágban községi, városi, megyei kupaversenyek színesítették a palettát.
Az Egyesület neve története során többször is változott, nevezték az Egyesületet Rábaközi SE-nek, Csornai Sportegyesületnek, Csornai Kereskedő Ifjak Társaskörének, Csornai Katolikus Legényegyletnek, Csornai Dolgozók Testnevelési Egyesületének, Szakszervezeti Sportegyesületnek, Édosz-Kinizsi Sportegyesületnek, Traktor, MEDOSZ Sportegyesületnek és ma Csornai Sportegyesületnek.
Az első évtizedekben az egyesületnek számos, de mindig ideiglenes székhelye volt. Kezdődött a Kis utcai Horváth házzal, folytatódott a Kis és Diófa vendéglőkkel, az Erzsébet kávéház különtermével, a régi községház helyén felépült pavilonnal, a Plénár vendéglővel, Vitéz Kovács kocsmájával, a Gőgös féle vendéglővel, a sportpályán lévő vendéglő termeivel és végül a mai impozáns klubházzal. Ez a mostani és a jövőbeli igényeket is kielégíti.
Az egyesület színe kezdetben zöld-fehér volt, majd lett fehér-piros és ezüstfehér-zöld, most pedig ismét zöld-fehér.
Az Egyesület és annak szakosztályai eredményes, sikeres kapcsolatot alakítottak ki az európai országok hozzánk hasonló klubjaival, egyesületeivel. Ezek a kapcsolatok mindig jó hatással voltak az egyesület sportolóira, vezetőire. A tapasztalatcserék élénkítették, tartalmasabbá tették sportolóink munkáját.
A közelebbi múltban az egyesület híres sportolókat nevelt. Itt bontakozott ki pályafutása a kézilabdázók közül Gódorné Nagy Mariann világválogatottnak, Németh Erzsébet nemzeti válogatott és Drexler Bernadett ifjúsági válogatott sportolónak. A labdarúgók közül Kocsis István az argentin világbajnokságon képviselte hazánkat, sporttelepünket róla neveztük el. Az atléták közül Csoma Ferenc, Németh Gyula, Lukács László, Pődör Pál, Krekó Imre, Király László, Papp László és Babos Rita ölthette magára válogatott viadalon felnőttek, juniorok, ifjúságiak vagy serdülők szintjén nemzeti színeinket.
Egyesületünk három labdarúgó pályát, kézilabda- és atlétika pályát, öltőzőket és klubházat üzemeltet.
Jelenleg a Csornai Sportegyesület a következő szakosztályokkal működik:
- labdarúgás
- kézilabda
- cselgáncs
- karate
- sakk

A Csornai Sportegyesület egy 1910-ben alapított magyar labdarúgóklub. Székhelye Csornán található.

## Sikerek
Győr-Moson-Sopron megyei labdarúgó-bajnokság (első osztály)
- Bajnok: 1979-80, 1993-94, 2014-15

Szabad Föld-kupa
- Győztes: 1977, 1978